# Янг, Теренс
Теренс Янг (англ. Terence Young; 20 июня 1915, Шанхай, Цзянсу — 7 сентября 1994, Канны[…]) — английский кинорежиссёр и сценарист, получивший известность после выхода в 1962 году фильма «Доктор Ноу», первого фильма «Бондианы».

## Биография
Родился 20 июня 1915 года в Шанхае (Китай) в семье британцев. Во время Второй мировой войны он служил в британской армии, был ранен в боях за голландский город Арнем. Впоследствии в 1945 году был выпущен документальный фильм под названием «Люди Арнема». Его сорежиссёром являлся сам Янг.
В 1948 году состоялся дебют Янга в игровом кино, фильмом под названием «Коридор зеркал». Вслед за этим Янг быстро становится известным как мастер триллеров, хотя вёл работы и в других жанрах.
Теренс Янг известен прежде всего фильмами о Джеймсе Бонде. Особую популярность Янгу приносит фильм «Доктор Ноу», выпущенный в 1962 году. Он был первым из «бондианы», за ним последовала не менее успешная кинолента «Из России с любовью» (1963). Из-за финансовых споров режиссёр не участвовал в съёмках «Голдфингера», однако фильм «Шаровая молния» (1965), следующий в «бондиане», снимает опять Теренс Янг.
Следующим хитом стала картина Янга «Дождись темноты» (1967) с Одри Хепбёрн в главной роли. Далее популярность Янга идёт на спад.
В последние годы жизни он снял шестичасовой документальный фильм «Долгие дни» по заказу Саддама Хуссейна, но демонстрация ленты проходила только в Ираке.

## Личная жизнь
Его первой женой была писательница Доротея «Дося» Беннет (1914—1985), на которой Янг женился в 1942 году. У них были сын и две дочери. Джульет Ниссен, дочь Беннет от предыдущего брака, была воспитана как падчерица режиссёра. Второй супругой Янга стала французская актриса Сабина Сун, которая была младшего его на 25 лет.
Умер Теренс Янг от сердечного приступа 7 сентября 1994 года в Каннах во время работы над своим документальным проектом.

## Фильмография

### Режиссёр
- 1946 — «Люди Арнема»/Men of Arnhem
- 1948 — «Коридор зеркал»/Corridor of Mirrors
- 1948 — «Одна ночь с тобой»/One Night with You
- 1949 — «Женоненавистник»/Woman Hater
- 1950 — «Они были неразлучимы»/They Were Not Divided
- 1951 — «Долина орлов»/Valley of Eagles
- 1952 — The Tall Headlines
- 1953 — «Красный берет»/The Red Berethe
- 1955 — «Эта леди»/That Lady
- 1955 — «Шторм на Ниле»/Storm Over the Nile
- 1956 — «Сафари»/Safari
- 1956 — «Царек Хан»/Zarak
- 1957 — «Рискованная акция»/Action of the Tiger
- 1958 — «Нет времени умирать»/No Time to Die
- 1959 — Serious Charge
- 1960 — «Слишком горячая рукоятка»/Too Hot to Handle
- 1960 — «Раз, два, три»/1-2-3-4 ou Les Collants noirs
- 1961 — «Горации и Куриации»/Orazi e curiazi
- 1962 — «Доктор Ноу»/Dr. No — Джеймс Бонд
- 1963 — «Из России с любовью»/From Russia with Love — Джеймс Бонд
- 1965 — «Любовные приключения Молл Флэндерс»/The Amorous Adventures of Moll Flanders
- 1965 — «Грязная игра»/The Dirty Game
- 1965 — «Шаровая молния»/Thunderball — Джеймс Бонд
- 1966 — «Маки — это тоже цветы»/Poppies are Also Flowers
- 1966 — «Тройной крест»/Triple Cross
- 1967 — «Дождись темноты»/Wait until dark
- 1967 — «Авантюрист»/L’avventuriero'
- 1968 — «Майерлинг»/Mayerling
- 1969 — «Рождественская ёлка»/L’arbre de Noël'
- 1970 — «Холодный пот»/De la part des copains
- 1971 — «Красное солнце»/Soleil rouge
- 1972 — «Бумаги Валачи»/Valachi Papers, The
- 1974 — «Амазонки»/Le Guerriere dal seno nudo
- 1974 — «Человек клана»/The Klansman
- 1975 — «Джекпот»/Jackpot
- 1979 — «Кровные узы»/Bloodline
- 1980 — «Долгие дни»/Al-ayyam al-tawila
- 1981 — «Инчхон»/Inchon[14]
- 1983 — «Человек-загадка»/The Jigsaw Man
- 1988 — «Беги во имя своей жизни»/Run for Your Life

### Сценарист
- 1940 — «В ночь пожара» / On the Night of the Fire
- 1941 — «Опасный лунный свет» / Dangerous Moonlight
- 1942 — «Секретная миссия» / Secret Mission
- 1944 — «Испытательный срок» / On Approval
- 1946 — «Люди Арнема» / Men of Arnhem
- 1947 — Hungry Hill
- 1949 — «Безобразный лорд Байрон» / The Bad Lord Byron (в титтрах не указан[15])
- 1950 — «Они были неразлучимы» / They Were Not Divided
- 1951 — «Долина орлов» /Valley of Eagles
- 1958 — «Нет времени умирать» / No Time to Die
- 1962 — «Доктор Ноу» / Dr. No
- 1966 — «На прицеле у смерти» / Atout coeur à Tokyo pour O.S.S. 117
- 1968 — «Майерлинг» / Mayerling
- 1969 — «Рождественская ёлка» / L’arbre de Noël'
- 1974 — «Амазонки» / Le Guerriere dal seno nudo

### Актёр
- 1968 — Вена: Годы воспоминаний / Vienna: The Years Remembered — камео